# Meereskunde

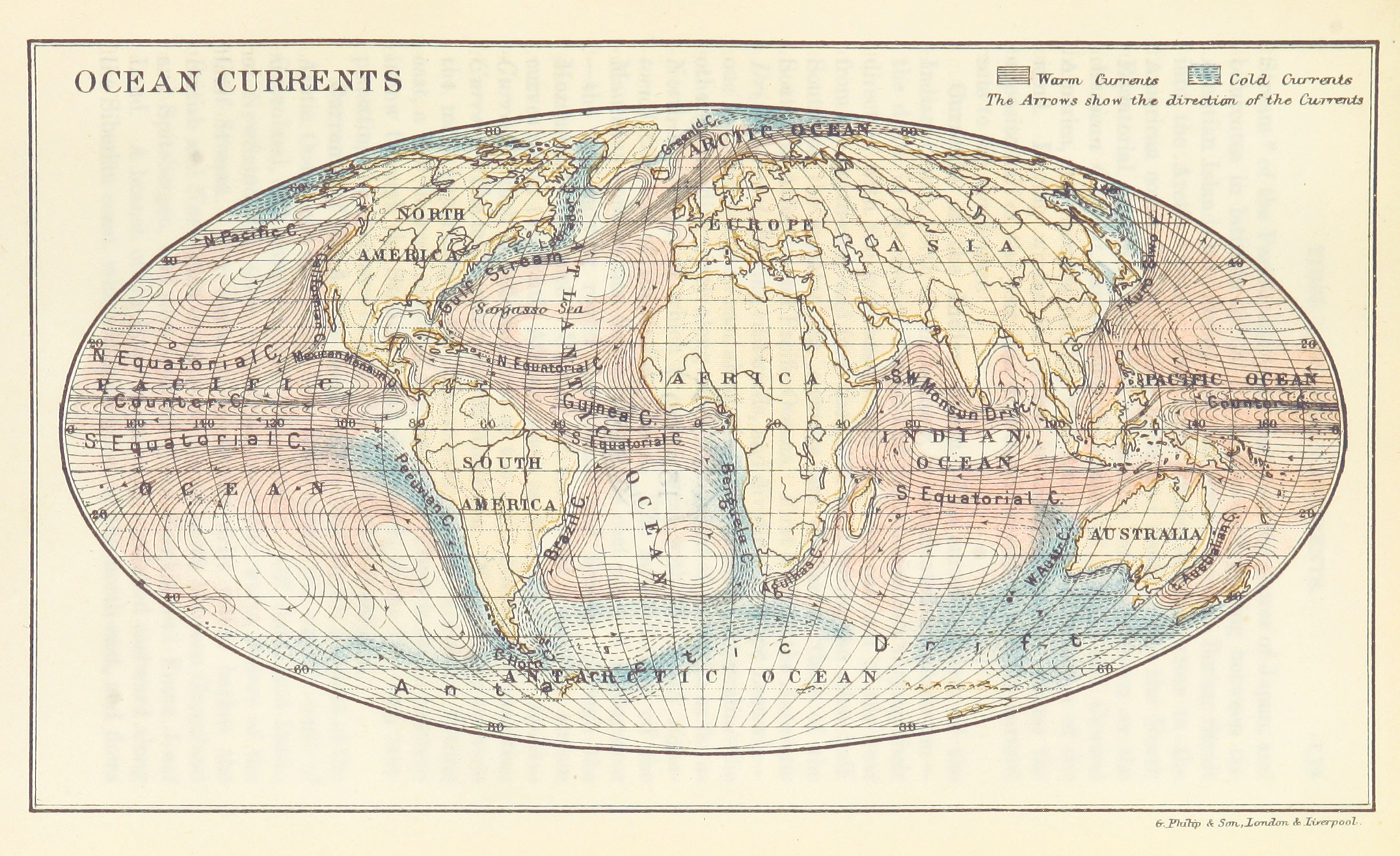
Karte der Meeresströmungen (1899)

Meereskunde bezeichnet die Meereswissenschaften bzw. Meeres-Forschung in ihrem breiten Spektrum.
Im englischen Sprachraum entsprechen dieser Bedeutung die Begriffe Marine Science, aber auch Oceanography, während im Deutschen der Begriff Ozeanografie traditionell nur die physikalische Meereskunde umfasst. Derjenige Teil der Meereskunde, der sich speziell den biologischen Phänomenen widmet, wird im Deutschen biologische Meereskunde oder auch Meeresbiologie genannt.
Ausgehend vom Begriff Limnologie für die Binnengewässer-Kunde ist ferner im Deutschen vorübergehend im Sinne einer Analogbildung der Begriff Ozeanologie (griech. für Meereskunde) geprägt worden, der sich in der Fachwissenschaft aber nicht durchgesetzt hat.
Die Vollversammlung der Vereinten Nationen (UN, UNO) hat das Jahrzehnt von 2021 bis 2030 zur UN-Dekade der Meeresforschung für nachhaltige Entwicklung erklärt.

## Bereiche der Meereskunde
Die Meereskunde kann in mehrere, sich teilweise überschneidende Teilbereiche untergliedert werden, die sich durch Inhalt, Methoden und Fragestellungen unterscheiden:
- Ozeanographie oder physikalische Ozeanographie behandelt physikalische Vorgänge in und auf den Meeren. Sie erforscht Parameter wie Meeresströmungen, Wärmeinhalt der Ozeane aus Temperatur, Salzgehalt, Schallgeschwindigkeit, ozeanische Akustik, Schwebstoffe oder Lichtdurchlässigkeit. Neben den Strömungen werden auch andere Bewegungsvorgänge wie Turbulenz, Wellen (Seegang), Gezeiten (Ebbe/Flut), wind- und dichtegetriebene Driftströme und der damit verbundene Wärmetransport im Ozean untersucht. Die erforderlichen Messungen können
  - in situ erfolgen (Vermessungs- und Forschungsschiffe, Schwimmkörper (Bojen), Sensoren sowie Meeresobservatorien, Verankerungen, Driftern, Floats) und werden seit einigen Jahrzehnten zu globalen Beobachtungssystemen des Ozeans integriert,
  - oder durch Fernerkundung mit Satelliten (Temperatur, Färbung, Nährstoffe usw.). Zur Bestimmung von Wind und Strömungen, Meeresoberfläche und Geoid trägt auch wesentlich die Satellitengeodäsie (Altimetrie) bei.
- Biologische Meereskunde oder Meeresbiologie untersucht biologische Eigenheiten (z. B. Anpassungen in Morphologie, Physiologie und Biochemie der Lebewesen), Vorkommen, Wachstum, Fortpflanzung und Sterberate von Meeresorganismen und analysiert die ökologischen Auswirkung der Umweltparameter, speziell Wassertemperatur, Salzgehalt und Strömungen. Sie wird oft unterteilt in Meeresbotanik, Meereszoologie, Planktonologie, Fischereibiologie, marine Mikrobiologie und marine Ökologie.
- Meeresökologie Hier werden die ökologischen Interaktionen zwischen Organismen und ihrer Umwelt untersucht und auch die Rückwirkung der Organismen auf Trübung, Sedimentation, Nährstoffkreisläufe und Sedimentationsprozesse. Meeresbiologie und Meeresökologie gehen ineinander über.
- Meeresgeologie erforscht Prozesse, die den Meeresboden formen – in Vergangenheit, Gegenwart und Zukunft. Die geologische Untersuchung der Ablagerungen (Sedimente) liefert Informationen über das Klima der Erdgeschichte (Paläoklimatologie). Ferner werden marine Rohstoff-Vorkommen, zum Beispiel in Form mineralischer Erze, Gashydrate oder Kohlenwasserstoffe untersucht.
- Paläozeanographie befasst sich mit der Untersuchung der ozeanographischen Geschichte in Bezug auf deren Zirkulation, Chemie, Biologie, Geologie, Sedimentationsmuster und biologische Produktivität.
- Maritime Meteorologie und Klimatologie erforscht die Wechselwirkung des Ozeans mit der Atmosphäre (z. B. Wärme-, Impuls- und Frischwassertransport), den Einfluss der Ozeane auf das Klimasystem oder Auswirkungen von Wetterphänomenen wie Wirbelstürme, Monsune etc. auf die Meere.
- Maritime Geochemie untersucht die Wechselwirkungen zwischen chemischen und geologischen Vorgängen im Meer und die chemischen Prozesse in den Ablagerungen (Sedimente).
- Marine Biogeochemie untersucht den Stoffkreislauf der Elemente in den Meeren und den beteiligten Mikroorganismen
- Chemische Meereskunde untersucht die Herkunft und Zusammensetzung des Meerwassers und chemische Zyklen von Nährstoffen wie Kohlenstoff oder Stickstoff.
- Meerestechnik Entwicklung von Technologien zur Beprobung, Beobachtung und automatischen Messung. Beispiele: Autonome Tiefendrifter, Glider, Lander (Tiefseeobservatorien), autonome Unterwasserfahrzeuge (AUV = Autonomous Underwater Vehicle), ferngesteuerte Unterwasserfahrzeuge (ROV = Remotely Operated Vehicles)
- Weitere Fachgebiete sind unter anderem Meeresrechtwesen, Fischereiwesen und Meeresarchäologie; verwandte Disziplinen sind Meereisforschung, Polar- und Klimaforschung.

Die deutsche Meeresforschung wird in erster Linie vom Bundesforschungsministerium (BMBF) gefördert. Ein Schwerpunkt liegt hierbei auf der nachhaltigen Nutzung und dem Schutz der Meere. Gefördert werden Forschungsprojekte, die die Rolle der Ozeane als CO2- und Wärmespeicher im Klimawandel entschlüsseln. Ein weiteres Forschungsthema sind steigende Meeresspiegel und die Auswirkungen auf Küstenregionen. Auch die Vermüllung und Versauerung der Meere und die damit einhergehenden Folgen für die biologische Vielfalt werden mit BMBF-Mitteln untersucht. Forschung im Bereich der Meerestechnik wird hingegen vom Bundeswirtschaftsministerium (BMWi) gefördert.
Als ausgesprochen interdisziplinäre Wissenschaft erfordert die Meereskunde eine enge Zusammenarbeit ihrer einzelnen Bereiche. Die Kooperation mit benachbarten Erdwissenschaften, insbesondere mit Geophysik und Geodäsie, kommt u. a. in der Gliederung der geowissenschaftlichen Union IUGG zum Ausdruck, wo die Ozeanografen die 6. Assoziation IAPSO (International Association for the Physical Sciences of the Oceans) bilden.

## Geschichtliches zur wissenschaftlichen Erforschung der Meere
Erste Ansätze der Forschung der Meere lassen sich bis ins Altertum zurückverfolgen. Sie waren eng mit der Erforschung der Erde verbunden. Dazu gehörten die Küstenverläufe, die Lagebeziehungen der Küsten und Inseln zueinander und die Gestaltung der Meere. Die ersten Küstenbeschreibungen (Periplus) waren eine Zusammenfassung von Ptolemäus (ca. 150 n. Chr.). Für eine exakte Darstellung fehlten die entsprechenden Messgeräte. Die Einführung des Astrolabiums und des Jakobstabes (um 1500) ermöglichten die astronomische Berechnungen der Breite eines Ortes auf See, so dass man einmal entdeckte Inseln und bei Meeresüberquerungen die Küste in etwa wiederfinden konnte. Erst die Erfindung des Sextanten (1731) und des Schiffschronometers (1764) und die Einführung der Funkzeitzeichen lösten das Problem der Ortsbestimmung auf See, so dass die geografischen Koordinaten eines Orts jederzeit bestimmt werden konnten.
Die Gezeitenerscheinungen sind eine Wirkung der gezeitenerzeugenden Kräfte von Mond und Sonne. Diese Kräfte wurden zum ersten Mal von Isaac Newton (1687) aus der allgemeinen Massenanziehung von Erde – Mond und Erde – Sonne erklärt worden.
Die als erste angesehene meereskundliche Expedition wurde von Edmond Halley 1698 durchgeführt, um die Veränderung der Ortsmissweisung zu untersuchen. Die Entwicklung der Navigation war Voraussetzung für die Durchführung anderer Forschungen, z. B. für die Erforschung der Meeresströmungen auf offener See. 1513 wurde der Golfstrom entdeckt. Im Jahr 1603 wurden die Meeresströmungen beschrieben Die ersten Karten der Meeresströmungen wurden 1678 und 1786 gezeichnet mit dem Ziel die Reisezeit zwischen Europa und Amerika für Segelschiffe zu verkürzen.
Mit sehr viel Aufmerksamkeit wird seit dem Altertum die Erforschung der Winde betrieben. Die erste Karte der Windverhältnisse des Atlantischen Ozeans zeichnete 1688 Edmond Halley. Im 18. Jahrhundert beginnen die Ansätze einer systematischen Erforschung der ozeanografischen Verhältnisse der Weltmeere. Es werden in verschiedenen Ländern hydrografische Dienste eingerichtet, die Seevermessung vornehmen und Seekarten, Seehandbücher und Gezeitentafeln herausgeben. Sie erlangen, für die sich rasch entwickelnde Schifffahrt, immer mehr an Bedeutung. Der amerikanische Marineoffizier Matthew Fontaine Maury beginnt Mitte des 19. Jahrhunderts mit der systematischen Sammlung der Schiffsbeobachtungen. Durch Auswertung dieser Beobachtungen konnte er 1847 Wind- und Strömungskarten herausgeben, die zu einer wesentlichen Verkürzung der Reisezeiten der Segelschiffe beitrug. Seine Bemühungen um die Vervollkommnung der Beobachtungen und ihrer Vereinheitlichung führte 1853 zur ersten Internationalen Hydrographischen Konferenz in Brüssel. Damit wurde der Grundstock gelegt für einen internationalen Beobachtungsdienst, an dem sich heute ca. 6000 Fischerei- und Handelsschiffe beteiligen.
Den Beginn der modernen Meereskunde ist das Jahr 1872, als die Challenger (Challenger-Expedition) eine mehrjährige meereskundliche Weltreise antrat. Die Zielsetzung dieser und ihr folgender Expeditionen verschiedener Länder, wie der Plankton-Expedition 1889, der Pola-Expeditionen 1890–1898 und der Valdivia-Expedition 1898–1899, war die erste Bestandsaufnahme der topografischen, physikalischen, chemischen und biologischen Verhältnisse in den Weltmeeren, über dessen tiefere Schichten damals so gut nichts bekannt war. Es wurden nicht nur erste grundlegende Erkenntnisse gesammelt, auch die erforderlichen Standardmethoden wurden entwickelt. Es wurden auch die Grundlagen für die Entwicklung der theoretischen Ozeanologie gelegt, es entstanden die ersten realistischen dynamischen Modelle. Diese erforderten mit der Zeit ein Abgehen von den groben Stichprobenmessungen der ersten Bestandsaufnahme.

## Typen meereskundlicher Forschungsreisen
Die meereskundlichen Expeditionen auf See lassen sich in folgende Bereiche unterteilen:
- Generelle meereskundliche Aufnahmen: Sie geben einen ersten allgemeinen Überblick der meereskundlichen Verhältnisse des Gebietes was im Moment der Aufnahme geschieht.
- Saisonmäßige Aufnahmen: Diese wurden von dem Internationalen Rat für Meeresforschungen im Jahre 1902 festgelegt auf die Monate Februar (Winter), Mai (Frühling), August (Sommer) und November (Herbst). Die Aufnahmen sollten in der ersten Hälfte des Monats erfolgen. Außerdem wurde ein System gewisser Linien (Schiffskurse) für einzelne Gebiete verschiedener Meere festgelegt, auf denen die Aufnahmen in bestimmtem Stationen in See ausgeführt werden sollten (hydrologische Schnitte).
- Synchrone Aufnahmen: Die saisonmäßigen Aufnahmen werden von mehreren Forschungsschiffen gleichzeitig (synchron) durchgeführt, um in kürzester Zeit ein synoptisches Bild von der Verteilung der ozeanografischen Elemente zu erhalten.
- Aufnahmen nach Wettertypen: Diese Aufnahmen geschehen, wenn eine typische Wetterlage herrscht, die einen Einfluss auf die ozeanischen Prozesse in See hat.

Erforscht bzw. gemessen werden:
- Bodenrelief: Anwendung eines Echolots, um durch die Tiefenlotung ein Profil des Meeresbodens zu erhalten (Bathymetrie),
- Bodenproben (gestörte und ungestörte): Feststellung der physikalischen und chemischen Eigenschaften des Bodens (auch akustisch),
- Wasser: Durchsichtigkeit und Farbe – hydrofotometrische Messungen, Unterwasserstrahlung, Extinktion, siehe auch: International Ocean Colour Coordinating Group
- Seegang: Wellenhöhe, Wellenrichtung, Wellenspektrum (z. B. Pierson-Moskowitz Spektrum),
- Strömungen: dreidimensionaler Strömungsgeschwindigkeit in m/s üblicherweise bezeichnet mit {\displaystyle {\overrightarrow {u}}},
- Wassertemperatur: unterscheidbar in in-situ und potentielle Temperatur, überblicherweise gemessen in °C,
- Wasserproben für die Bestimmung von ,Salzgehalt, pH-Wert, Gase, Stickstoff, der freien Kohlensäure und des Schwefelwasserstoffes,
- Eisverhältnisse: Menge, Stärke, Dichte, Formen, Passierbarkeit und weitere Eigenschaften des Eises,
- Wasserstandsschwankungen auf offener See durch Hochseepegel,
- die Radioaktivität des Meerwassers,
- Sandwanderungen in Küstenbereich.

## Ozeane und Nebenmeere

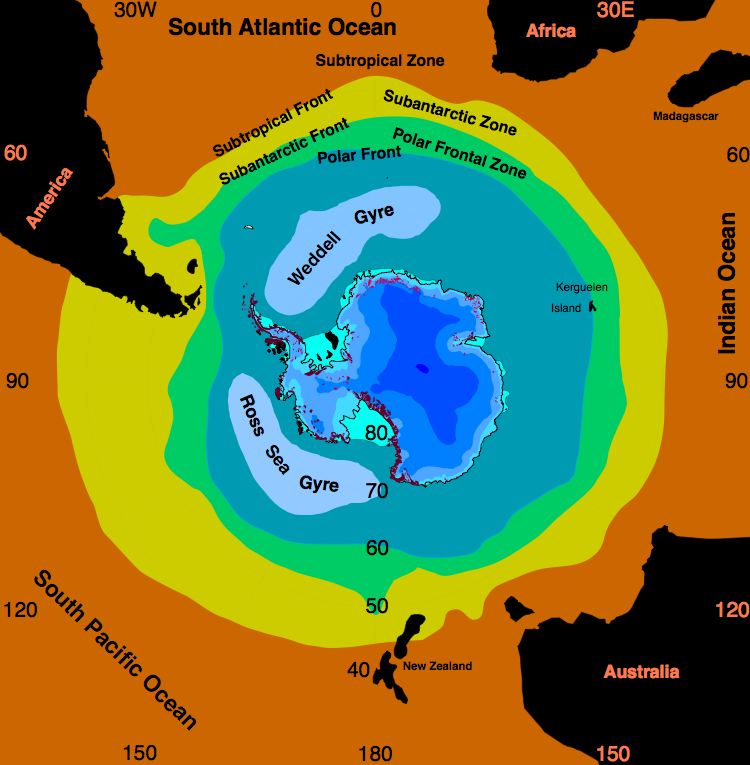
Ozeanische Frontensysteme auf der Südhemisphäre

Eine eindeutige Abgrenzung nach morphologischen Gesichtspunkten ist nicht möglich und wird bei nautischen Einteilungen auch nicht angestrebt, da man bei Meerengen nicht die kürzeste Verbindung als Grenze wählt, sondern die gesamte Meerenge einem der Ozeane zuordnet.
Bei Ozeanen und Nebenmeeren ergibt sich folgende Hierarchie der Grenzen:
- Grenzen erster Ordnung: Grenzen zwischen den vier Ozeanen (Pazifik, Atlantik, Indischer Ozean, Arktischer Ozean).
- Grenzen zweiter Ordnung: Grenzen zwischen Teilgebieten der Ozeane; z. B. der Äquator als Grenze zwischen dem nördlichen und dem südlichen Teil eines Ozeans.
- Grenzen dritter Ordnung: Grenzen zu den Nebenmeeren. Sie sind morphologisch am besten begründet.
- Grenzen vierter Ordnung: Grenzen zwischen Teilgebieten der Nebenmeere. Sie sind meist willkürlich festgelegt.

| Ozeane und Nebenmeere         | Fläche (in Mio. km²) | Volumen (in Mio. km³) | mittlere Tiefe (m) | maximale Tiefe (m) |
| ----------------------------- | -------------------- | --------------------- | ------------------ | ------------------ |
| Pazifik                       | 166,241              | 696,189               | 4.188              | 11.034             |
| Australasiatisches Mittelmeer | 9,082                | 11,366                | 1.252              | 6.504              |
| Beringmeer                    | 2,261                | 3,373                 | 1.492              | 3.961              |
| Ochotskisches Meer            | 1,392                | 1,354                 | 973                | 3.379              |
| Gelbes-Ostchinesisches Meer   | 1,202                | 0,327                 | 272                | 2.681              |
| Japanisches Meer              | 1,013                | 1,690                 | 1.667              | 3.617              |
| Kalifornischer Golf           | 0,153                | 0,111                 | 724                | –                  |
| Gesamt                        | 181,344              | 714,410               | 3.940              | 11.034'            |
| Atlantik                      | 86,557               | 323,369               | 3.736              | 9.219              |
| Amerikanisches Mittelmeer     | 4,357                | 9,427                 | 2.164              | 6.269              |
| Mittelmeer                    | 2,510                | 3,771                 | 1.502              | 4.404              |
| Schwarzes Meer                | 0,508                | 0,605                 | 1.191              | –                  |
| Ostsee                        | 0,382                | 0,038                 | 101                | 459                |
| Gesamt                        | 94,314               | 337,210               | 3.575              | 9.219              |
| Indischer Ozean               | 73,427               | 284,340               | 3.872              | 8.047              |
| Rotes Meer                    | 0,453                | 0,244                 | 538                | 2.359              |
| Persischer Golf               | 0,238                | 0,024                 | 84                 | 100                |
| Gesamt                        | 74,118               | 284,608               | 3.840              | 9.215              |
| Arktischer Ozean              | 9,485                | 12,615                | 1.330              | 5.220              |
| Arktisches Mittelmeer         | 2,772                | 1,087                 | 392                | –                  |
| Gesamt                        | 12,257               | 13,702                | 1.117              | 5.220              |
| Insgesamt                     | 362,033'             | 1.349,930             | 3.795              | 11.034             |

## Meere und Festland

### Verteilung von Meer und Land

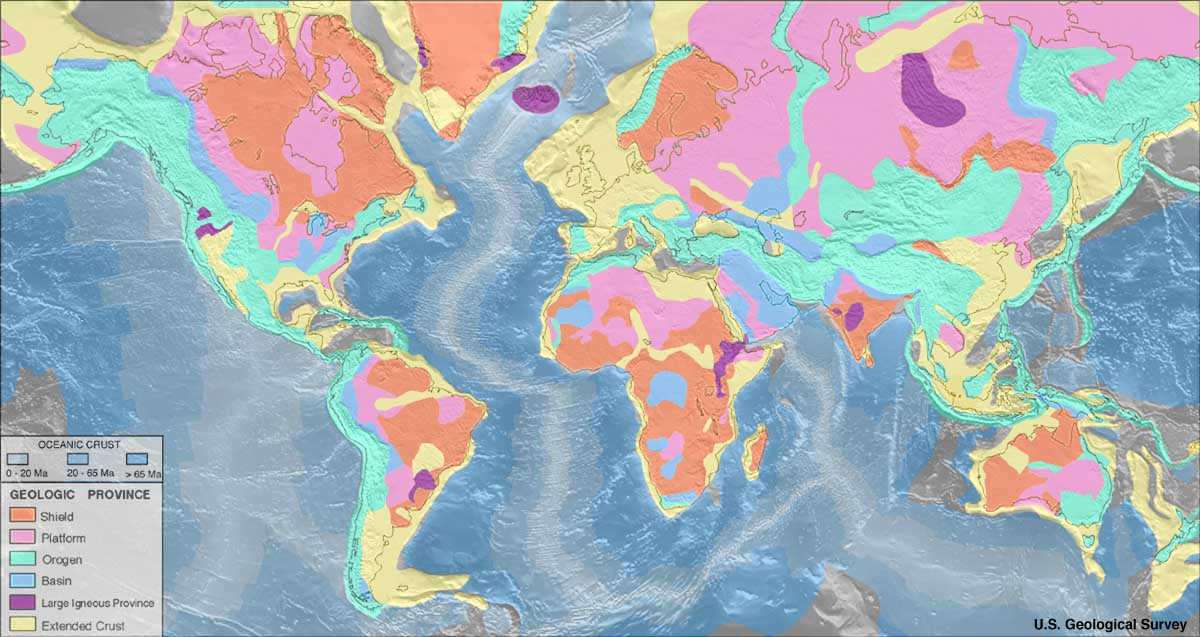
Großlandschaften der Erde: Becken an Land: hellblau. Becken im Meer: nicht hervorgehoben

Die Erdoberfläche hat eine Ausdehnung von 510 Mio. km². Sie verteilt sich auf das Meer mit 361 Mio. km² und auf das Land mit 149 Mio. km².
Anders ist es mit den Massen. Hier stellt das Wasser der Meere einen geringen Anteil an der Masse der Erde, das Verhältnis der Erde zu dem Weltmeeren beträgt 4166:1 das entspricht einer Masse der Weltmeere von 0,024 % der Erdmasse. Der Eindruck, dass die vom Wasser bedeckten Flächen auf der Erde vorherrschen, wird dadurch verstärkt, dass Land und Wasser ungleichmäßig verteilt sind. Da die Weltmeere alle untereinander verbunden sind, kann von einem Küstenpunkt der Erde jeder andere Punkt erreicht werden. Dabei müssen oft größere Umwege gefahren werden. Besonders große Umwege waren erforderlich, um Afrika und Südamerika zu umfahren. Hier boten die Landengen von Suez und Panama besondere Möglichkeiten, die Umwege durch Kanäle zu verkürzen.

### Küsten

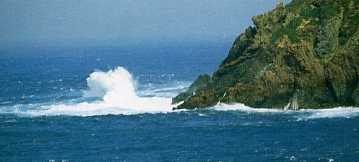
Küste Korsika zwischen Galeria – Golf von Porto

Als Küste wird im Allgemeinen der Bereich bezeichnet, wo Meer und Land aufeinandertreffen.
An der Küste begegnen sich Lithosphäre (Festland), Hydrosphäre (Meer) und Erdatmosphäre. Die Kräfte im Berührungsgebiet dieser drei Medien geben der Küste besondere Erscheinungsformen. Von besonderer Bedeutung sind die Geologie der Erdkruste und die Dynamik des Meeres, aber auch der Einfluss von Wetter und Klima.
Die ozeanographischen Linien sind:
- die Küstenlinie im Niveau der obersten Sturmflut und Brandungswirkung,
- die Uferlinie mit der maximalen Höchstwassergrenze,
- die Wasserlinie des Springniedrigwassers (siehe auch Watt).

An der Gestaltung der Küste sind folgende Faktoren beteiligt:
- tektonische Krustenbewegung (Hebung und Senkung),
- Beschaffenheit der Gesteine,
- Seegang, Wasserstand, Gezeiten und Strömung,
- Witterung und Klima, besonders Wind und Frost (Eisbildung),
- Flora und Fauna (z. B. Mangrovenwälder, Muschelbänke und Korallenbauten),
- Menschliche in Form von Küstenschutz (z. B. Deiche) und Hafenbauten.

### Inseln

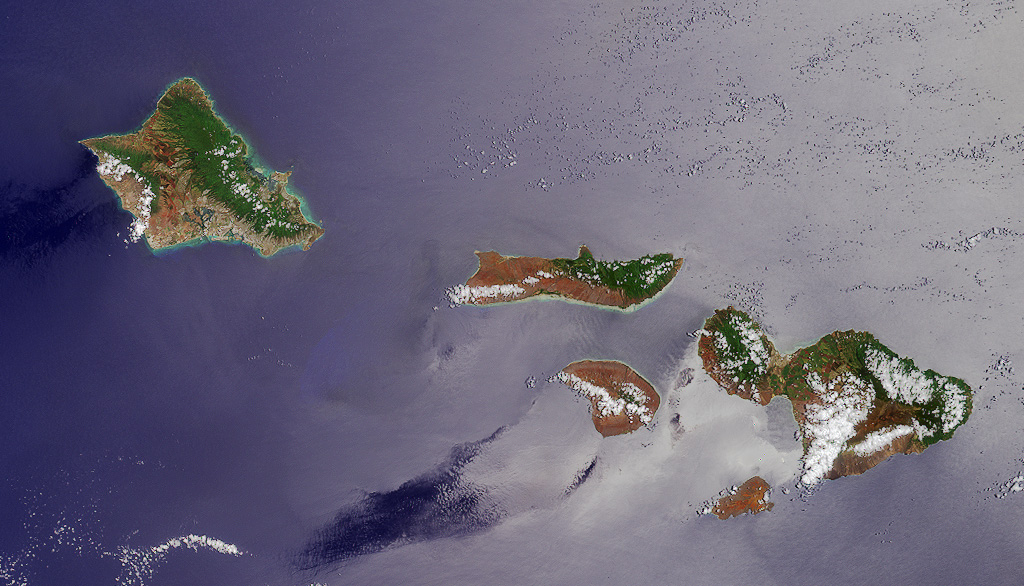
Satellitenbild einiger Vulkaninseln der Hawaii-Inseln – von Westen nach Osten: Oʻahu, Molokaʻi, Lānaʻi, Maui und Kahoʻolawe

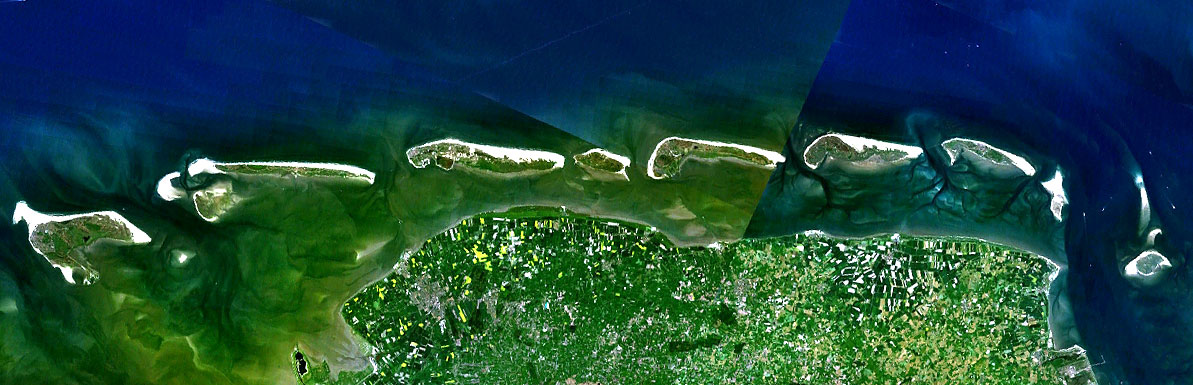
Satellitenaufnahme der Ostfriesischen-Wattinseln

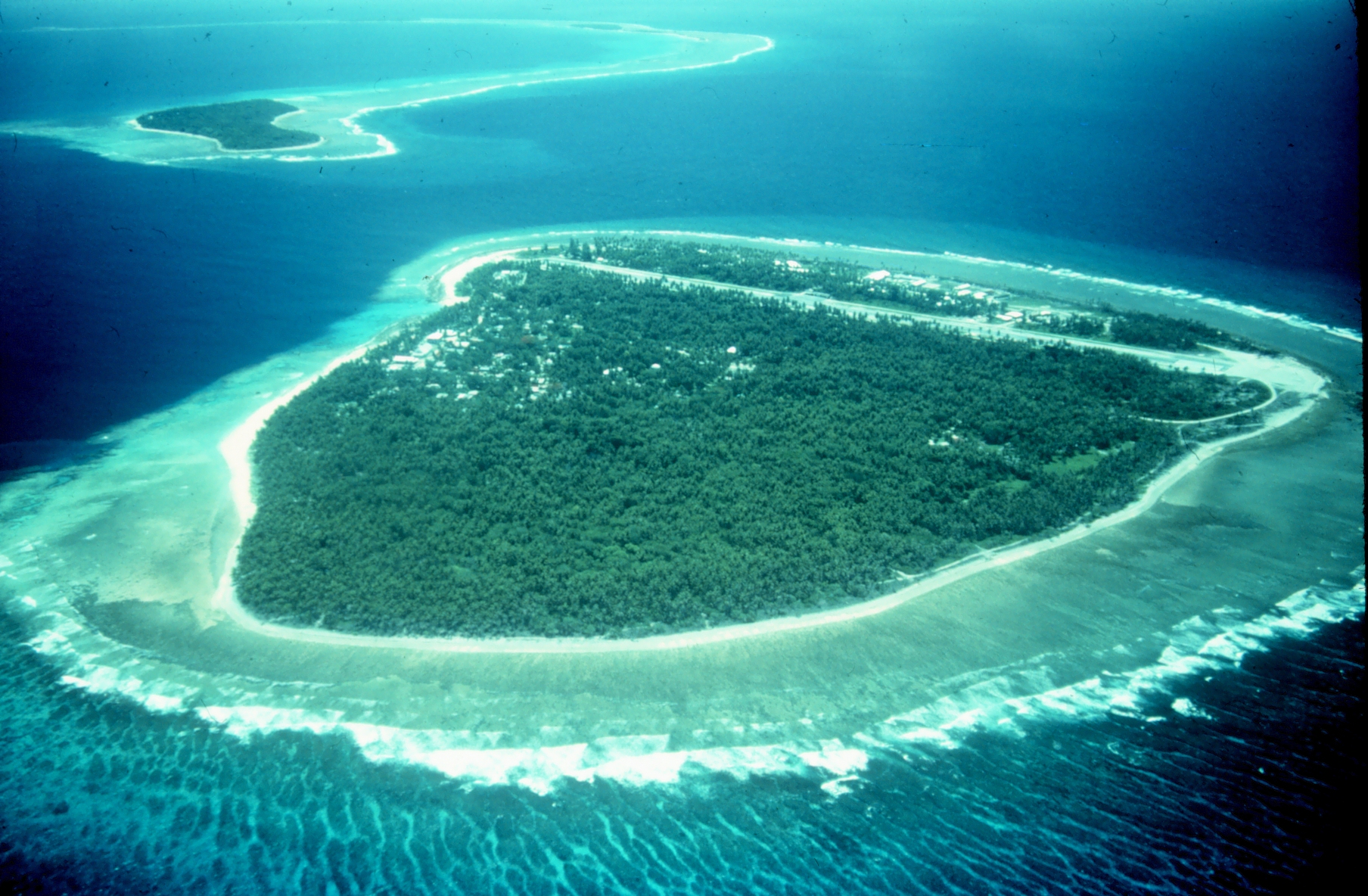
Koralleninsel im Pazifik

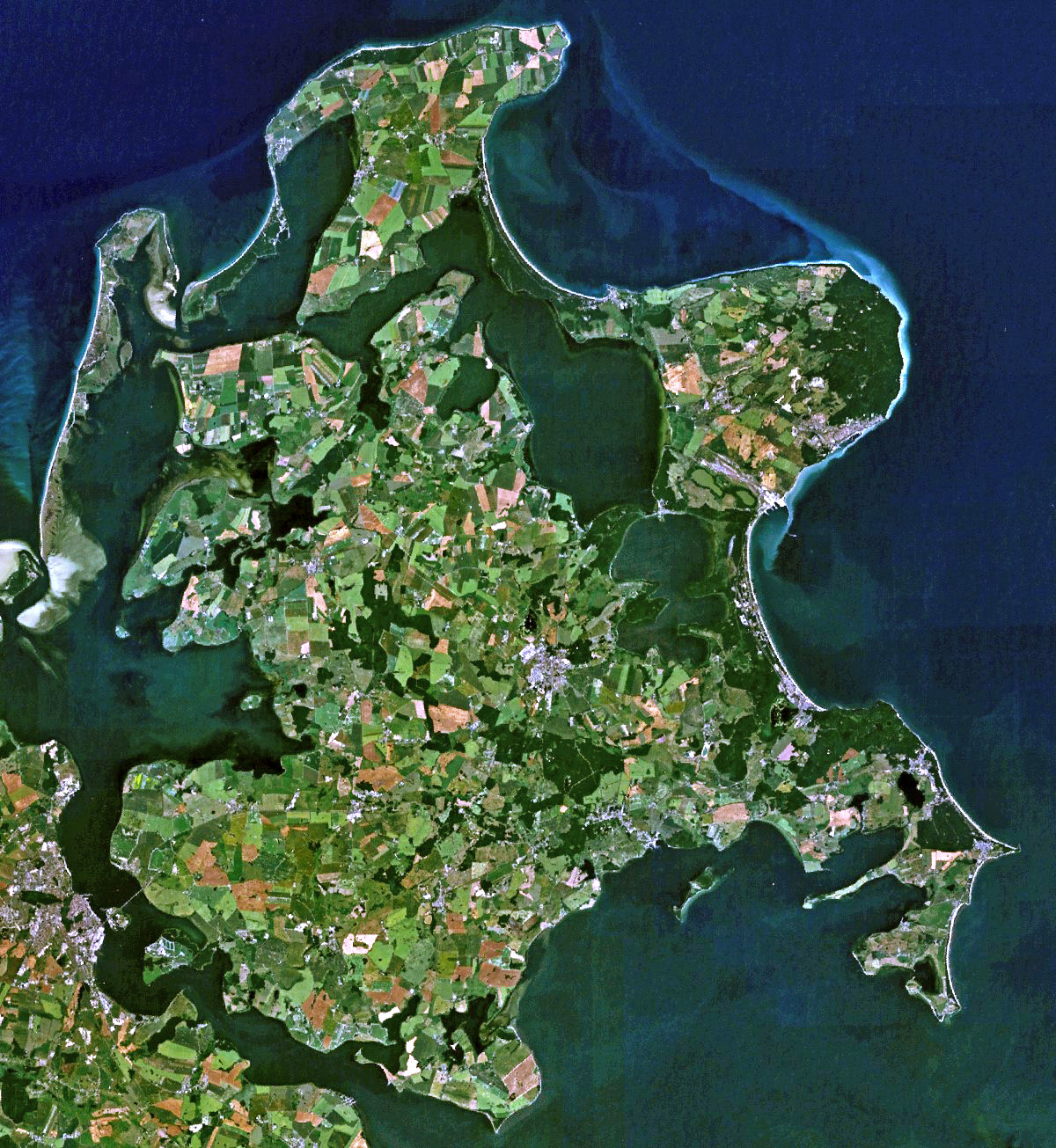
Satellitenbild von der Boddeninsel Rügen

Als Inseln werden vom Meer umspülte Teile der Landoberfläche bezeichnet. Dabei werden alle Teile als Insel bezeichnet, die, in ihrer kleinsten Form, bei normalem Hochwasser nicht mehr überspült werden. Je nach ihrer Lage und Zugehörigkeit werden sie zu einem Kontinent oder einem Meeresbecken zugerechnet, wenn sie außerhalb des Schelfbereiches eines Kontinentes sind in der Gruppe der ozeanischen Inseln zusammengefasst, gleichgültig welcher Entstehungsart sie sind. Nach ihren Nachbarschaftsverhältnis unterscheidet man Einzelinsel und Inselgruppen (Archipele). Große Inseln wie Grönland, England und Madagaskar weisen eine typisch kontinentale geographische Struktur auf, meist kleine Inseln unter 100 km² Landoberfläche stehen in ihrer Größe unter Meereseinfluss. Diesen Inseln gilt in der Ozeanographie meist das besondere Interesse.
Nach der Entstehung lassen sich folgende Inseltypen unterscheiden:
- Aufgebaute Inseln
  - tektonische Entstehung 
    - Hebungsinseln
    - an Schollenrändern
    - Scholleninseln
    - im Zuge von Faltengebirgen
    - Inselketten
    - Inselbögen
    - Inselgirlanden

  - vulkanische Entstehung 
    - Vulkaninseln

  - Entstehung durch Anschwemmung: Anschwemmungsinseln
  - Sandriffinseln
    - Sandplatten-Düneninseln
    - Wattinseln
    - Schlamminseln

  - biogene Entstehung: 
    - Koralleninseln, siehe Atoll

  - anthropogene Herkunft: 
    - künstliche Inseln
    - Marscheninseln
    - Hafeninseln
- Abgegliederte Inseln
  - Entstehung durch marine Abtragung (Abrasion)
  - Inselklippen
  - Restinseln
  - Nehrungsinseln
- Entstehung durch Meeres-Ingression (Ertränkung eines Landesteils) 
  - Ria-Inseln
  - Canale-Inseln
  - Schären-Inseln
  - Boddeninseln
  - Entstehung durch tektonische Verwerfungen: 
    - Bruchschollen-Inseln

## Der Meeresboden

### Bodenrelief
- Flachsee und Abhang:
  - Flachsee oder Schelf – der Teil der dem Kontinent umgebenden Stufen des Bodenreliefs von der Grenze der ständigen Versenkung bis zum erkennbaren Abhang in die Tiefe des Ozeans, ungefähr eine Wassertiefe bis zu 200 m Tiefe.
  - Flachsee einer Insel – Stufe eines Bodenreliefs einer Insel oder Archipels von der Grenze bis zur deutlichen erkennbaren Bodenneigung bis ungefähr 200 m Tiefe.
  - Kontinentalabhang – steiler Teil des Bodenreliefs, als eine Verlängerung der äußersten Kante der Flachsee in Richtung Tiefsee
- Vertiefungen des Bodens:
  - Becken – Vertiefung mit einigermaßen runden, ovalen oder elliptischen Form (Seebecken),
  - Graben oder Rinne – langgestreckte Vertiefung in der Tiefsee (Tiefseerinne).
- Erhebungen des Bodens:
  - Barren – eine lange und breite Erhebung, die aus der Tiefe herausragt,
  - Unterwassergebirgskette – lange und schmale Erhebung mit steilen Abhängen,
  - Plateau – flache Erhebung mit einer horizontalen Fläche und steilen Abhängen,
  - Gipfel – Erhebung mit steilen Abhängen,
  - Unterwasserlandenge – lange, schmale Erhebung mit steilen Abhängen, welche Unterwassererhebungen verbinden.

### Ozeanische Sedimente
Der Meeresboden besteht im Allgemeinen nicht aus Felsgestein, sondern aus abgelagertem Material (Sedimente). Die Grundproben erlauben eine gewisse Orientierung des Schiffsortes, für die Fischerei ist die Beschaffenheit des Bodens von Wichtigkeit (Einsatz: Grundschleppnetz). Die Sedimentablagerungen tragen zum Verständnis der Reliefverhältnisse bei. Die marinen Sedimente werden nach ihrer Entstehung, Zusammensetzung und Verteilung betrachtet.
Die Ozeane und Nebenmeere sind das Sammelbecken eines Großteils des auf dem Festland zerstörten (Verwitterung) Gesteins, der im Weltmeer selbst anfallende und Ablagerungsprodukt. Sie setzen sich aus örtlich wechselnden Anteilen zusammen, die auf sechs verschiedene Ursprünge zurückgeführt werden (terrigen, biogen, polygen, chemogen, vulkanogen und kosmogen (genetische Sedimentgruppen)).
Die terrigenen Sedimente haben ihren Ursprung auf dem Festland. Sie stammen aus der mechanischen Verwitterung (Gesteinszerfall) und der chemischen Verwitterung, die auf der lösenden Kraft des Wassers beruht. Als Ergebnis verschiedener Abtragungsvorgänge gelangt das Material zu ca. 85 % als Zufuhr der Flüsse in die Weltmeere (siehe fluviatiles Sediment). Weiteres kommt von den Küsten und Untiefen, die der abtragenden Tätigkeit der Brandung ausgesetzt sind. Den Meeren wird zudem durch Gletscher und Eisberge Moränenmaterial zugeführt. Die Eisberge transportieren mitunter große Steine aus dem polaren Gebiet weit in den Ozean. Durch den Wind kommt Feinstaub, z. B. aus der Sahara, hinzu. Dieser Materialtransport steht in enger Beziehung mit der Meeresströmung, unter ihrem Einfluss wird das Material nach Korngröße sortiert. Große Gesteinsstücke bleiben bereits im Mündungsgebiet, Küstennähe liegen. Die feineren Teile werden weit in den Ozean hinausgetragen, bevor sie sedimentieren. Sie bilden den Hauptbestandteil des Roten Tiefseetones.
Die biogenen Sedimente lassen sich in drei organische Materialien aufteilen, von Festland stammendes, benthogene und planktogene. Die benthogenen setzen sich aus dem Rückstand der am Meeresboden lebenden Fauna (Ichthyofauna) und Flora zusammen. Sie sammeln sich in der Küstennähe als Flachwasserablagerungen. In der Tiefsee ist der organische Anteil vorwiegend der aus tierischen und pflanzlichen Plankton, der sich auch an der Wasseroberfläche finden lässt. Der größte Anteil des abgestorbenen Planktons wird beim Absinken auf den Meeresboden vom Meerwasser gelöst. Nur einige schwer lösliche kalk- und kieselsäurehaltige Restbestände gelangen dorthin, hauptsächlich verschiedene Arten von Globigerinen (gehören zu den Foraminifera (zu den Urtieren zählenden Wurzelfüßler)) und die Gehäuse der Pteropoden oder Flügelschnecke. Eine andere wichtige Quelle ist der Nanoplankton, besonders die der Coccolithophoriden. Häufig sind die sedimentbildenden Diatomeen und die Radiolarien. Die biogenen Sedimente erhalten ihren Namen nach den Tieren oder Pflanzen, die am häufigsten vertreten sind.
Der einzige Vertreter des polygenen Sediments ist der Rote Tiefseeton. Dieser besteht aus annähernd 90 % anorganischen Stoffen und stammt vom Festland und den Überresten der Radiolarien.
Die chemogenen Sedimente sind mineralische Neubildungen, die sich durch Auslösung aus dem Meerwasser und anderen Vorgängen direkt am Meeresgrund entwickeln. Häufig kommt in ihnen das Glaukonit vor, fernen Eisen und Manganoxid, meist in Form von Knollen, Körnchen und Scheiben ferner beachtliche Anteile von Cobalt, Zink, und Titan.
Die vulkanogenen Sedimente konzentrieren sich auf die Umgebung der Vulkane. Auf dem Meeresgrund findet man Vulkanschlick, Lava vermischt mit terrigenen Sedimenten.
Die kosmogenen Sedimente, sie stammen meist aus interplanetarer Materie und setzen sich aus eisen- und silikathaltigen kleinen Teilchen zusammen.
Jährliche Sedimentzufuhr in die Ozeane und Nebenmeere
| Faktoren         | Menge in Mrd. t |
| ---------------- | --------------- |
| Flüsse           | 18,0            |
| Erosion          | 0,3             |
| Vulkane          | 2,0             |
| Biogener Faktor  | 1,0             |
| Eis              | 0,4             |
| Konkretionen     | 0,012           |
| Kosmischer Staub | 0,005           |
| Insgesamt        | 21,717          |

Für die Bestimmung sehr kleiner Muscheln und Skelette dient die mikropaläontologische Analyse, mit deren Hilfe einzelne Formen ausgezählt werden. Als Ergebnis dieser Arbeit erhält man eine Charakteristik der Mikrofauna des Meeresbodens.
Für die Tiefseesedimente ist die Mikropaläontologie eine wichtige Spezialsparte der Ozeanographie geworden in Zusammenhang mit Erdölvorkommen.

### Auswertung der ozeanographischen Messergebnisse
Die Bearbeitung der Messergebnisse kann vielseitig erfolgen. Es entstehen meeresgeologische Beschreibungen des Meeresboden mit Signaturen der Bodenbeschaffenheit. Wenn die aus dem betreffenden Meeresgebiet entnommenen Bodenproben in Labor untersucht sind, werden sie als Ergebnis in eine Karte mit den Koordinaten der Entnahme eingetragen. Hier beginnt für den Meeresgeologen die komplizierte Arbeit der richtigen Deutung der Analysen nach deren Hauptarten und Gemisch (Steine, Kies, Sand, Schlick, Schlamm, Ton usw.). Diese Karten haben eine große Bedeutung für die Schifffahrt. Sie kennzeichnen gute und schlechte Ankergründe und geben Hilfestellungen für die Fahrt durch das Eis. Sie kennzeichnen für die Fischerei gute und schlechte Fanggebiete, im Küstenbereich werden für Seebauten gute oder schlechte Baugründe angezeigt. Auch militärisch sind diese Karten von Bedeutung: z. B. für ein U-Boot, das sich verstecken oder tarnen möchte.
Meeresgeologische Schnitte werden dann gefertigt, wenn zu den Bodenproben auch Bohrungen vorhanden sind. Sie geben die Möglichkeit, im Schnitt die Schichtung einzelner Meeresbodenarten und deren Mächtigkeit darzustellen. Die meeresgeologischen Karten zeigen meist krasse Übergänge von einer Bodenart zur anderen. Die einzelnen Bodenarten gehen in den Grenzgebieten meistens erst allmählich von der einen zur anderen Bodenart über.

## Meeresströmungen

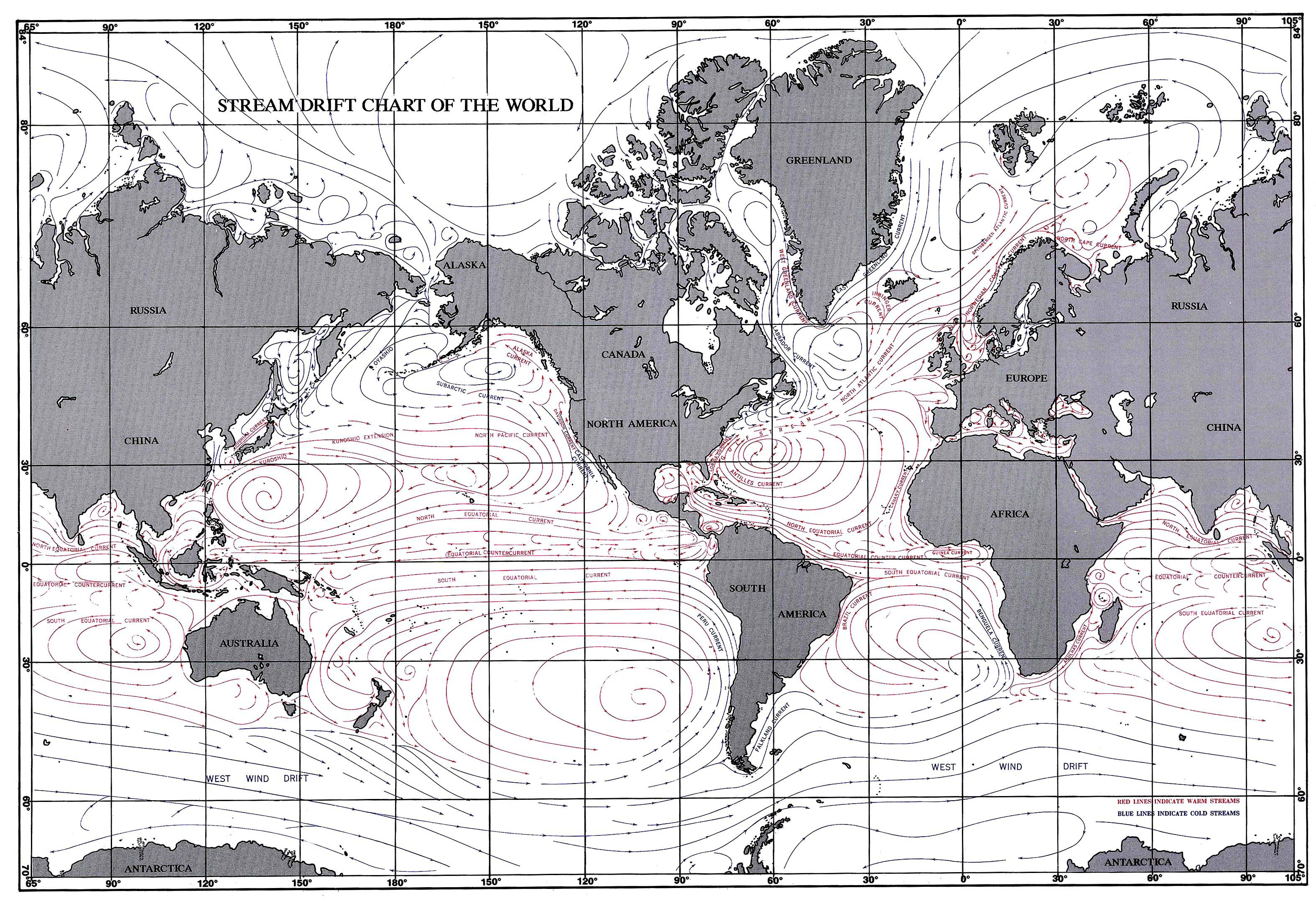
Oberflächen-Meeresströmungen 2004

Unter Einwirkung von verschiedenen Faktoren, insbesondere durch die Erwärmung der Wassermassen durch die Sonne, verändern sich die physikalisch-chemischen Eigenschaften des Wassers meist nur im Bereich der Oberflächenschicht bis zu einer Tiefe von 600–1000 m, der sogenannten Troposphäre des Ozeans. Ferner wirkt der Wind auf die Meeresoberfläche, die Abkühlung und der Einfluss des Reliefs des Meeresbodens auf die Entstehung von Meeresströmungen. Als Ergebnis dieses Prozesses und der Vermischung entstehen die verschiedenen Meeresströmungen, sie verpflanzen die Wassermassen vom Entstehungsgebiet in andere Gebiete des Ozeans, sie bewirken ihr Absinken in die Tiefe oder ihr Aufsteigen aus der Tiefe an die Wasseroberfläche.

### Arten von Strömungen
Strömungen nach zeitlicher Dauer und Beständigkeit:
- ständig vorhandene Strömungen
- periodisch vorkommende Strömungen
- zeitweilig auftretende Strömungen

Strömung erzeugende Kräfte nach ihrer Herkunft:
- Gravitationsströmungen mit der Dichteausgleichsströmung mit Gradientströmung und Barogradientströmungen
- Abflussströmungen
- Kompensationsströmungen

Friktionsströmungen:
- Windströmungen
- Triftströmungen

Gezeitenströmungen:
- Trägheitsströmungen
- Brandungsströmungen

Strömungen nach ihrer Bewegungsrichtung:
- geradlinige Strömungen
- zyklonale Strömungen
- antizyklonale Strömungen

Strömungen nach physikalischer oder chemischer Eigenschaft der Wassermassen:
- warme Strömungen
- salzige Strömungen
- süße oder salzarme Strömungen
- kalte Strömungen

Strömungen nach ihrer Schichtung und Lage:
- Strömungen in Wasserstraßen
- Küstenströmungen
- Oberflächenströmungen
- Bodenströmungen
- Tiefenströmungen
- zwei- und mehrschichtige Strömungen

Als Faustregel gilt dies für alle Meeresströmungen, sie unterscheiden sich in ihrer zeitlichen Dauer und  die sich in ihnen erzeugende Kraft.
Aus diesen beiden Bedingungen kann man in den meisten Fällen feststellen, ob die gegebene Strömung warm oder kalt, eine Tiefen- oder Oberflächenströmung eine ständige oder periodische ist.
Als ständig vorhandene Strömungen bezeichnet man jene, die ununterbrochen zu allen Jahreszeiten im Strömungssystem der Ozeane vorhanden sind, z. B. im Atlantischen Ozean der Golfstrom oder im Pazifischen Ozean der Kuroshio.
Als periodisch vorkommende Strömungen werden solche Strömungen bezeichnet, die zeitlich lang oder kurz, aber in einer ständigen Wiederkehr auftreten, z. B. im Indischen Ozean die langperiodischen Monsunströmungen. Zeitweilig auftretende Strömungen entstehen durch das Einwirken von kurzen, örtlich sehr starken Winden. Gravitationsströmungen entstehen aus der Neigung der Isobarenflächen. Der Horizontalgradient des Druckes in der Dichtausgleichsströmung entsteht durch die ungleichmäßigen und zeitlich unterschiedlichen Veränderungen der Temperatur und des Salzgehalts in den einzelnen Schichten im Wasser, dadurch entsteht eine verschiedene Dichteverteilung. Barogradientströmungen werden durch Veränderungen in der Verteilung des Luftdruckes hervorgerufen, die unter Hochdruckgebieten ein Sinken des Wasserspiegels und unter Tiefdruckgebieten eine Erhöhung des Wasserspiegels bewirken. Abflussströmungen entstehen durch eine Schräglage des Niveaus, z. B. große Abflussmengen aus Flüssen oder Flussmündungen, die in ein Seegebiet fließen, ferner große örtliche Regenniederschläge. Kompensationsströmungen entstehen etwas abseits von den anderen und beruhen auf der Tatsache, dass Wasser eine zusammenhängende, unelastische Flüssigkeit ist, die Mangel an einer Stelle durch Zufluss von anderer Seite auszugleichen strebt. Verursacht Wind eine Abströmung des Wassers aus einem Gebiet, setzt sofort eine Zustrom aus einem anderen Seegebiet in das betroffene Seegebiet ein zur Kompensation. Die Wind- und Triftströmungen entstehen aus der Windreibung an der Wasseroberfläche und des Winddruckes auf den Wellenrücken. Dadurch setzen sich die Oberflächenwasserschichten in Bewegung.

### Kräfte, die auf die Wassermassen einwirken
Die Kräfte, die auf die ruhenden Wassermassen einwirken, sind:
- Schwerkraft als die wichtigste und äußere Kraft, die auf jedes Massenteilchen im Meer einwirkt,
- statischer Druck: als innere Kraft, die durch das Druckfeld in Form von isobaren Flächen dargestellt wird,
- Dichte des Wassers: als innere Kraft, deren Verteilung an Ort und Stelle (in situ) oder ihres reziproken Wertes (spezifisches Volumen) als Massenfeld bestimmt wird.

Zu den die Bewegung erzeugenden und erhaltenden primären Kräften gehören:
- Schubkraft des Windes, die tangential an der Wasseroberfläche ansetzt und gegenüber den primären Kräften eine bedeutende Wirkung hat, weil sie großräumige Triftströmungen und Stauwirkungen und innere Druckkräfte erzeugen,
- Anziehungskraft: Sonne – Erde – Mond – diese erzeugen eine periodische Gezeitenwelle, welche sich in Wasserstandsschwankungen als Ebbe und Flut auswirkt und gleichzeitig periodische Gezeitenströmungen erzeugt,
- Änderung des Luftdrucks: Strömungen an der Oberfläche des Meeres lösen diese aus, wobei die Luftdruckänderung und Intensität sich als unbeständiger Charakter erweisen,
- Abfluss- oder Ausspiegelungskraft die durch eine Neigung der Meeresoberfläche entsteht, bedingt durch örtlichen Zuwachs an Wassermassen (z. B. Regen).

Die Bewegungen werden außerdem durch sekundäre Kräfte beeinflusst:
- Reibungskraft: diese Bewegung vermindert die Geschwindigkeit und wandelt sie in Wärme um,
- ablenkende Erdrotation: sie beeinflusst die Bewegungsrichtung der Wassermassen,
- Zentrifugalkraft: sie beeinflusst nur bei krummlinienförmigen Bewegungen die Wassermassen, dabei entsteht
- Trägheitskraft, die bei der Geschwindigkeit der Wassermassen überwunden werden muss.

## Meereis

### Arten der Klassifikation

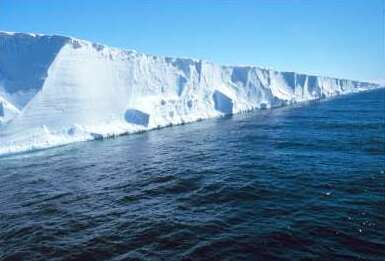
Ross-Schelfeis

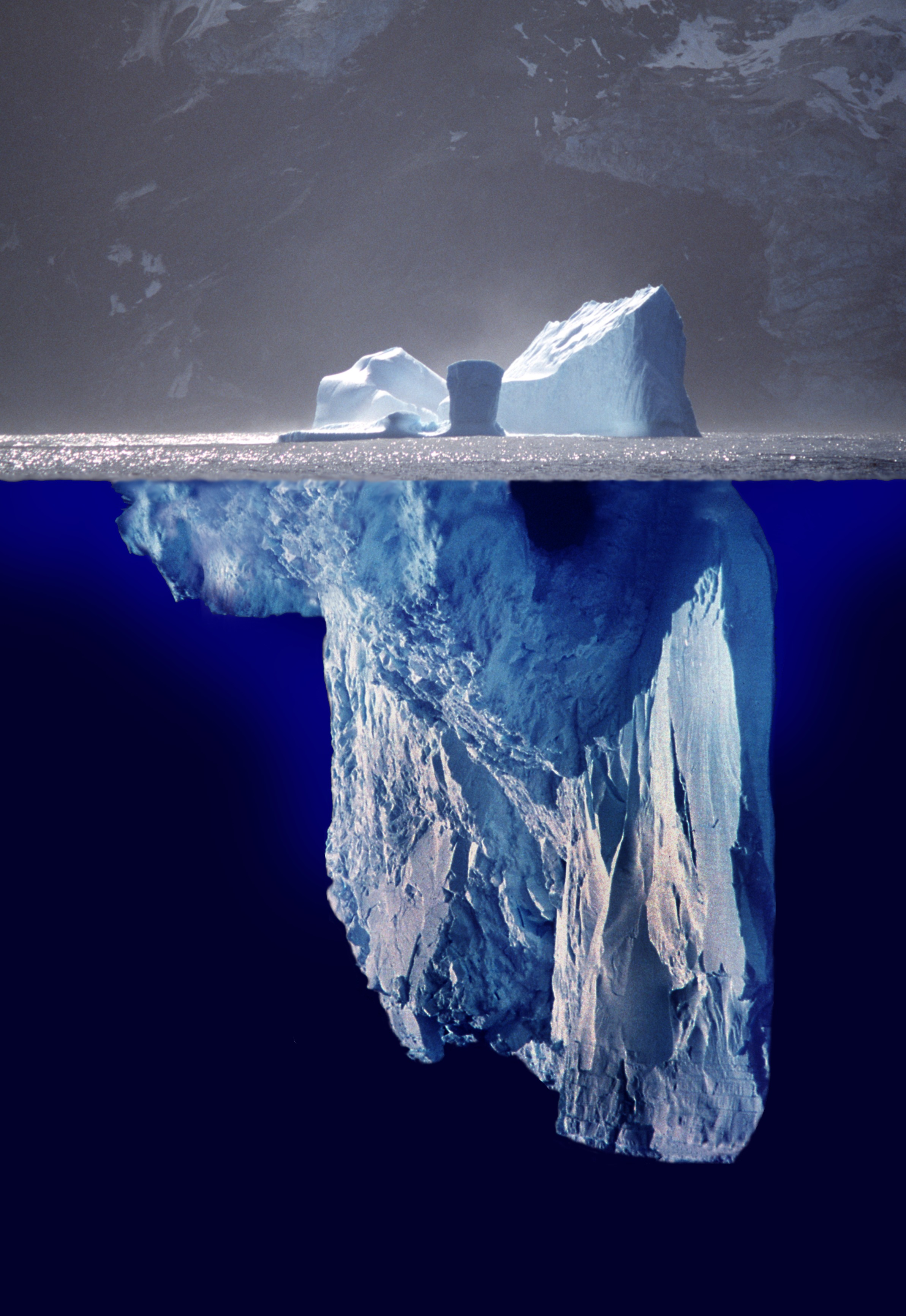
Eisberg, 90 % sind unter Wasser, wie in dieser Fotomontage

Seit Jahrhunderten sind Meereskundler und Nautiker bestrebt, die Vielzahl der Arten des Meereises in eine gültige Terminologie und Klassifikation aufzubauen, die auch die regionalen Eigenarten des Eisverhaltens einzelner Meere und Ozeane berücksichtigt. Was in seiner Form noch nicht restlos gelöst ist.
Es gibt mehrere Klassifikationen:
- Die genetische Klassifikation – nach der Form, der Größe, der Art der Oberfläche und der Farbe des Eises,
- die Altersklassifikation – nach dem Alter des Eises sowie den Stadien der Entwicklung und der Zerstörung der einzelnen Arten des Eises,
- die Klassifikation nach der Struktur des Eises – nach der Makro- oder Mikrostruktur des Eises,
- die physikalisch-mechanische Klassifikation – Eigenschaften des Eises, besonders die Festigkeit,
- die geochemische Klassifikation – nach den chemischen Bestandteilen des Eises, im Zusammenhang mit seinen verschiedenen Entstehungsbedingungen,
- die nautische Klassifikation – Lage und Verteilung des Eises und ihre Passierbarkeit für Schiffe,
- die geographische Klassifikation – nach den Besonderheiten der Ozeane und Meere,
- die dynamische Klassifikation – nach der Beweglichkeit des Eises, seiner Drift und Bildung des Eises.

### Arten von Meereis
- Aufgelaufener Packeiswall (Grounded hummock) – Aufgelaufenes Eis. Kann einen einzelnen Packeiswall oder eine Linie aufgelaufener Packeiswälle umfassen.
- Aufrechtstehendes Eis (Standing floe) – Isoliertes Schwimmeis, in vertikaler oder geneigter Stellung, umgeben von einheitlichem Eis.
- Arktisches Packeis (Arctic pack) – Fast salzloses Eis, es ist älter als zwei Jahre, mehr als 2,5 m dick und von welliger Oberfläche. Die Packeiswälle, die mehrfach getaut sind, haben geglättete Form.
- Brummeis (Growler) – Eisblöcke von kleiner Größe ca. 3 – 5 m, oft von grünlicher Färbung und wenig aus dem Wasser ragend. Durch ihr Ein- und Austauchen aus dem Wasser entsteht ein Geräusch, das an ein Brummen erinnert.
- Buchteis (Bay-ice) – Geschlossenes Eis, das älter ist als ein Jahr und auf dem Schneewälle vorhanden sind. Die Dicke mit Schnee kann bis zu 2 m betragen.
- Dickes Wintereis (Thick winter-ice) – Jährliches Eis mit einer Dicke von über 30 cm,
- Eisbänke (Patch) – Zusammengeballtes Treibeis; dessen Grenzen bleiben sichtbar mit einer Ausdehnung von unter 10 km.
- Eisbarre (Ice-bar) – Kette von Eis, die durch Wellengang, Strömung und Schlagwellen gestaut wird.
- Eisberg (Iceberg) – Schwimmendes oder aufgelaufenem Eis, von einer Höhe über 5 m Meeresniveau, das von Gletschern oder Eisbarriere abgebrochen ist.
- Eisblink (Ice-blink) – Weißes Aufhellen der niedrigen Wolken über einem ausgedehnten Eisfeld, am Horizont leuchtend.
- Eisbrei (Sludge) – Eisflächen von weißer Farbe mit einigen Zentimetern Dicke; zusammengesetzt aus Eis und Schneematsch.
- Eisfeld (Ice-field) – Schwimmendes Eis von unbestimmter Größe, sodass man nicht die Grenze erkennen kann.
- Eisgürtel (Belt) – Langes Band schwimmenden Eises, kann bis über 100 km Breite erreichen.
- Eisinsel (Ice island) – Vom Eisschelf losgelöster Eisblock
- Eisnebel (Frost-smoke) – Nebel, der von dem Kontakt zwischen kalter Luft und warmen Meerwasser herrührt.
- Eisscholle (Ice-cake) – Eis von der Größe unter 10 m,
- Firneisberg (Glacier berg) – Vom Land abgelöste Eismasse, die sich an der Küste gebildet hat, mit einer Höhe bis 5 m über Meereshöhe oder auf eine Untiefe aufgelaufen.
- Floßeis (Rafted ice) – Presseis, das vom Übereinanderliegen von zwei oder mehreren schwimmenden Eismassen herrührt.

## Marine Fauna und Flora
Die Allgemeine Meereskunde geht nicht so weit in der Betrachtung der Lebewesen, Pflanzenwelt und Bakterien des Ozeans wie der Meeresbiologe oder Mikrobiologe. Für den Ozeanologen sind die Lebewesen des Ozeans vorwiegend indirekte Indikatoren der chemischen, physikalischen, meeresbiologischen und dynamischen Prozesse im Ozean. Die Lebewesen werden in der Hydrobiologie in drei Gruppen unterteilt, in Plankton, Nekton und Benthos.
Zum Plankton gehören alle jene Lebewesen die keine großen Bewegungsorgane besitzen und mehr oder weniger in allen Wasserschichten vorkommen und dort treiben. Auch einzellige Wasserpflanzen (Phytoplankton), sowie kleine mehrzellige Lebewesen (Infusorien), ferner das was in die Rubrik des Zooplanktons fällt.
Das Nekton bilden größere schwimmende Lebewesen, wie Fische aller Art, die befähigt sind, sich selbstständig in größeren Bereichen zu bewegen.
Benthos ist der Sammelname für alle Lebewesen und Pflanzen, die über, am oder im Meeresboden leben und wachsen.
Durch Vorfinden von Vertretern der einen oder anderen Gruppe von Lebewesen in einzelnen Gebieten oder Wasserschichten kann man auf regionale Eigenarten dieser Wasserschichten schließen, z. B. auf Temperatur, Salz- und Sauerstoffgehalt, weil sie ihren Aufenthalt nach dieser Besonderheit richten. Ändern sich die für ihren Aufenthalt notwendigen natürlichen Verhältnisse, so wandern sie ab, wenn sie sich bewegen können, und gehen in Gebiete, wo ihre gewohnten Verhältnisse herrschen. Aus diesen Prozessen kann man, die entsprechenden Lebensbedingungen einzelner Tiere, Pflanzen, und Bakterien kennend, ihr Vorhandensein als Indikator des Gewässers, ohne direkte Messungen feststellen.

## Berufsausbildung Ozeanograph
Ozeanographen arbeiten zumeist entweder in der Forschung, dem Meeresschutz oder auch bei meerestechnischen Firmen. Die Ausbildung unterscheidet sich je nach Fachrichtung. Zumeist jedoch gilt für die oben genannten Fachbereiche, dass das eigentliche Studium zum Ozeanographen in Deutschland nur in Kiel und Hamburg möglich ist, als Nebenfach jedoch auch in Bremen, Rostock und Oldenburg.
Für den physikalischen Ozeanographen unterscheidet sich das Studium bis zum Vordiplom nicht von dem eines reinen Physikstudiums. Erst anschließend werden Schwerpunkte in ozeanographischen Bereichen belegt.
Für den chemischen Ozeanographen gilt, dass normalerweise ein Vordiplom oder auch Diplom in Chemie erworben wird und erst im Rahmen einer Promotion findet die Spezialisierung zum chemischen Ozeanographen statt. Auch sind Quereinstieg über die Geologie oder Biologie möglich mit einer anschließenden Promotion in Meereschemie. Ferner ist der Einstieg über ein Staatsexamen an der Fachhochschule, als chemisch-technischer Assistent denkbar, denn anschließend ist ein Studium in der Chemie möglich.
In ähnlicher Weise erfolgt der Einstieg in die anderen Fachbereiche.